# Jan Szymczak
Jan Kazimierz Szymczak (ur. 3 stycznia 1946 w Kucharach) – polski historyk, prezes Polskiego Towarzystwa Historycznego w latach 2013–2015.

## Życiorys
Studia historyczne na Uniwersytecie Łódzkim ukończył w 1970. Doktorat obronił w 1977, a habilitację w 1990. Tytuł naukowy profesora otrzymał w 2005.
Specjalizuje się w historii średniowiecznej Polski. Pełnił funkcje: zastępcy przewodniczącego Komitetu Nauk Historycznych Polskiej Akademii Nauk, wiceprezesa i prezesa Polskiego Towarzystwa Historycznego oraz kierownika katedry Historii Polski Średniowiecznej Uniwersytetu Łódzkiego. W przeszłości zajmował stanowiska: prodziekana ds. nauczania (1991–1996) i dziekana (1996–2002) Wydziału Filozoficzno-Historycznego tej uczelni.
Jego uczniami są m.in. Tadeusz Grabarczyk, Anna Kowalska-Pietrzak i Marek Adamczewski
Jego żoną jest historyk Alicja Szymczak.

## Publikacje
- Grody w Polsce środkowej i zachodniej w okresie rozbicia dzielnicowego (1980)
- Produkcja i koszty uzbrojenia rycerskiego w Polsce XIII-XV w[ieku]: [praca habilitacyjna] (1989)
- Początki broni palnej w Polsce (1383–1533) (2004)
- Pojedynki i harce, turnieje i gonitwy: walki o życie, cześć, sławę i pieniądze w Polsce Piastów i Jagiellonów (2008)
- Uniejowskie strony: karty z przeszłości odległej, nieznanej i bliskiej Gminy Uniejów (2008)